# Manđelos
Manđelos (en serbe cyrillique : Манђелос ; en hongrois : Nagyolaszi) est une localité de Serbie située dans la province autonome de Voïvodine et sur le territoire de la ville de Sremska Mitrovica, district de  Syrmie (Srem). Au recensement de 2011, elle comptait 1 319 habitants.
Manđelos, officiellement classé parmi les villages de Serbie, est une communauté locale, c'est-à-dire une subdivision administrative, de la ville de Sremska Mitrovica.

## Géographie

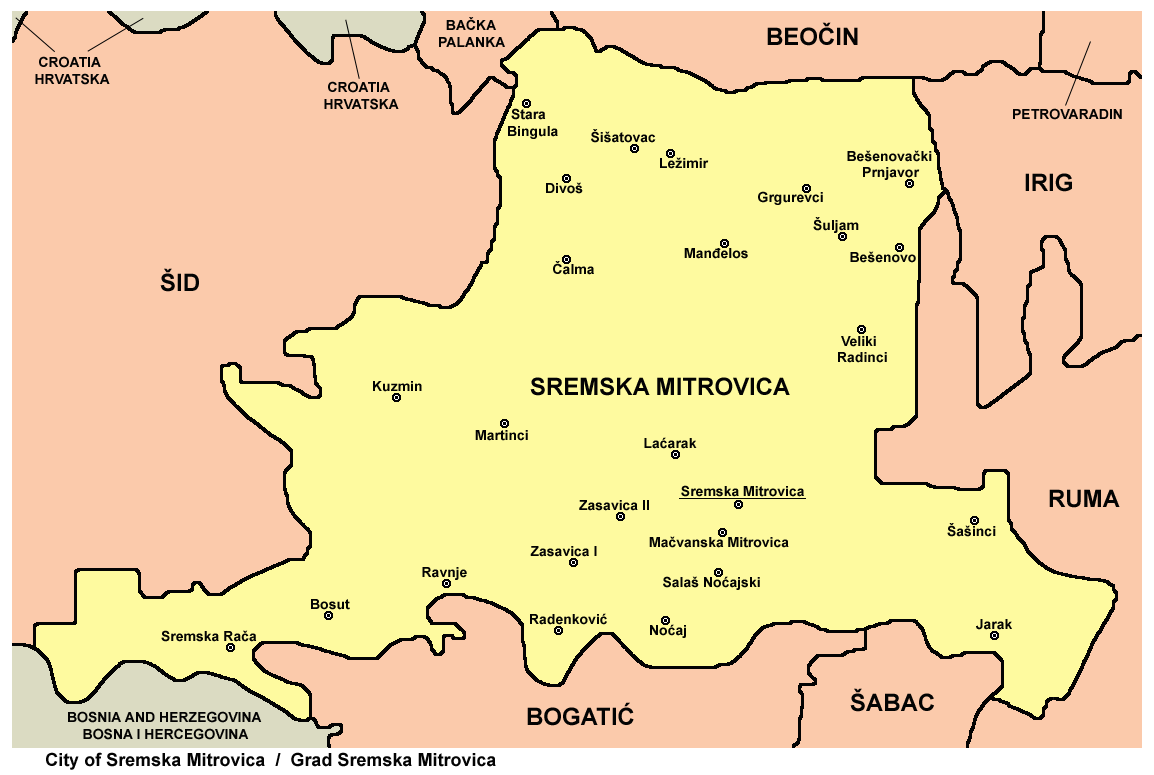
Localisation de Manđelos dans la ville de Sremska Mitrovica

Manđelos est situé dans la région de Syrmie, sur les pentes méridionales du massif de la Fruška gora. Près du village se trouve le lac de Vranjaš.

## Démographie

### Évolution historique de la population
| 1948 | 1953  | 1961  | 1971  | 1981  | 1991  | 2002  | 2011  |
| ---- | ----- | ----- | ----- | ----- | ----- | ----- | ----- |
| 995  | 1 019 | 1 263 | 1 418 | 1 516 | 1 478 | 1 533 | 1 319 |

|  |

### Données de 2002
Pyramide des âges (2002)
En 2002, l'âge moyen de la population était de 36,8 ans pour les hommes et 39,1 ans pour les femmes.
Répartition de la population par nationalités (2002)
En 2002, les Serbes représentaient 98 % de la population.

### Données de 2011
En 2011, l'âge moyen de la population était de 42,1 ans, 40,7 ans pour les hommes et 43,6 ans pour les femmes.

## Tourisme
L'église Saint-Georges de Manđelos a été construite en 1802 ; elle est inscrite sur la liste des monuments culturels de grande importance de la république de Serbie.

## Personnalité
Boško Palkovljević Pinki (1920-1942), un Partisan communiste et un Héros national de la Yougoslavie, est né à Manđelos.